# Avir
Avir (ebr.אויר), espressione con cui nella tradizione ebraica si intende l'etere celeste e spirituale, letteralmente viene anche tradotto con aria.

## Descrizione
Un Midrash e la Qabbalah ebraica affermano che esso ricopriva i corpi di Adamo ed Eva prima del loro primo peccato: secondo i Rabbini e si accorsero di essere nudi (versetto della prima Parashah del primo libro della Bibbia ebraica Genesi), dopo aver mangiato dall'Albero della conoscenza del bene e del male, indica la scomparsa del velo di avir.
L'Avir è anche paragonabile alla sostanza sottile entro cui passò la luce dei primordi della Creazione che poi si suddivise in vari colori, origini archetipiche delle creature e delle create (Sefer haZohar).